# تپه ف ورزقان
تپه ف ورزقان مربوط به هزاره اول قبل از میلاد - دوره اشکانیان است و در ۱۴۰۰ متری جنوب شرق ورزقان واقع شده و این اثر در تاریخ ۱۲ شهریور ۱۳۸۶ با شمارهٔ ثبت ۱۹۳۴۷ به‌عنوان یکی از آثار ملی ایران به ثبت رسیده است.